# Île Ukaturaka
Île Ukaturaka eller Bokatolaka är en ö i Kongofloden, i Kongo-Kinshasa. Den ligger i provinsen Mongala, i den nordvästra delen av landet, 900 km nordost om huvudstaden Kinshasa.